# Самсонов Олександр Васильович (плавець)
Самсонов Олександр Васильович (16 липня 1953) — російський плавець.
Призер Олімпійських Ігор 1972 року.
Призер Чемпіонату світу з водних видів спорту 1975 року.
Чемпіон Європи з водних видів спорту 1974 року, призер 1970 року.
Призер літньої Універсіади 1973 року.